# ريتشارد سبونر
ريتشارد سبونر (بالإنجليزية: Richard Spooner)‏ هو فارس ‏ أمريكي، ولد في 2 أغسطس 1970 في كاليفورنيا في الولايات المتحدة.